# Anatoli Skorokhod
Anatoli Skorokhod (ucraïnès: Анатолій Володимирович Скороход)  (Nikopol, 10 de setembre de 1930 - Lansing, 3 de gener de 2011) va ser un matemàtic soviètic ucraïnès.

## Vida i Obra
Nascut a Níkopol (sud d'Ucraïna), els seus pares, que eren mestre d'escola, es bellugaven freqüentment de població segons el destí que els assignaven. El 1937 va començar la seva escolarització a Màrhanets, però es va veure interrompuda el 1941 per l'ocupació alemanya durant la Segona Guerra Mundial. Durant la postguerra, la família, fugint de la pobresa i la fam, van emigrar a Kòvel (nord-oest d'Ucraïna) on el jova va acabar els seus estudis secundaris el 1948. Aquest mateix any va començar els estudis a la universitat de Kíiv en la qual es va especialitzar en teoria de la probabilitat sota el mestratge de Boris Gnedenko. Després de graduar-se el 1953, va anar a la universitat Estatal de Moscou on va fer els estudis de post-grau sota la tutela d'Andrei Kolmogórov i obtenint el doctorat el 1956.
A partir de 1956 va ser professor de la universitat de Kíiv, càrrec que va compaginar a partir de 1964, amb el d'investigador a l'Institut de Matemàtiques de l'Acadèmia nacional de les ciències d'Ucraïna. El 1993 va abandonar el seu país, traslladant-se als Estats Units, per a ser professor de la universitat Estatal de Michigan a Lansing. En aquesta universitat va reforçar notablement el seu departament d'estadística i probabilitat. Va morir a Lansing l'any 2011, però les seves cendres van ser enterrades en un cementiri de Kíiv.
La obra matemàtica de Skorokhod és ingent: més de tres-cents articles publicats, vint-i-tres llibres o monografies, escrites algunes en col·laboració, unes seixanta tesis doctorals dirigides i, a més, un intens treball de divulgació. D'especial importància son els seus treballs sobre el teorema central del límit, que el van portar a demostrar el teorema de representació que porta el seu nom, sobre els procesos estocàstics, a partir dels quals va demostrar el teorema d'incrustació que també porta el seu nom i a definir l'Integral estocàstica estesa, o integral de Skorokhod.